# Антонов, Николай Григорьевич
Никола́й Григо́рьевич Анто́нов (21 мая 1924, Тульская губерния — 16 января 2007, Москва) — участник Великой Отечественной войны, командир минно-подрывного взвода сапёрной роты 22-й гвардейской мотострелковой бригады 6-го гвардейского танкового корпуса 3-й гвардейской танковой армии 1-го Украинского фронта, Герой Советского Союза (27.06.1945), гвардии младший лейтенант.

## Биография
Родился 21 мая 1924 года в деревне Александровка (ныне — в Ефремовском районе Тульской области) в семье служащего. Русский. Окончил среднюю школу. С 1939 года жил в Москве. Учился в железнодорожном техникуме. С января 1942 года работал на заводе.
Член КПСС с 1968 года.
В Красной армии с августа 1942 года. Окончил Московское военно-инженерное училище. Участник Великой Отечественной войны с ноября 1943 года.
Командир минно-подрывного взвода сапёрной роты 22-й гвардейской мотострелковой бригады (6-й гвардейский танковый корпус, 3-я гвардейская танковая армия, 1-й Украинский фронт) гвардии младший лейтенант Николай Антонов отличился в апреле 1945 года при обеспечении переправы бригады через канал Тельтов под Берлином.
Указом Президиума Верховного Совета СССР от 27 июня 1945 года за образцовое выполнение боевых заданий командования на фронте борьбы с немецко-фашистскими захватчиками и проявленные при этом мужество и героизм, гвардии младшему лейтенанту Антонову Николаю Григорьевичу присвоено звание Героя Советского Союза с вручением ордена Ленина и медали «Золотая Звезда» (№ 7844).
Награды лично вручал командующий 3-й гвардейской танковой армией, маршал бронетанковых войск Павел Семёнович Рыбалко.
После войны лейтенант Николай Антонов служил в Группе советских оккупационных войск в Германии командиром взвода инженерной роты 22-го кадрового механизированного батальона. А в декабре 1946 года военный прокурор указанной Группы войск генерал Румянцев доложил военному прокурору Сухопутных войск генералу Чепцову о том, что Герой Советского Союза лейтенант Антонов Н. Г. организовал из подчинённых ему военнослужащих шайку грабителей, которые задержаны и предстали перед судом.
Трибунал установил, что офицер Н. Г. Антонов, вместо наведения порядка и воинской дисциплины во взводе, постоянно пьянствовал с подчинёнными, организовал группу из четырёх солдат вверенного ему взвода, в которую вошли Догадкин, Иштряков, Мельников и Великжанов, вместе с ними в ночь на 8 октября 1946 года совершил вооружённое ограбление немецкого гражданина Шмоля, забрав у него носильные вещи и три бочки горючего.
В ночь на 10 октября 1946 года лейтенант Антонов Н. Г. приказал Догадкину ещё раз ограбить Шмоля, начертив Догадкину схему расположения комнат и подхода к дому. Догадкин вместе с Коняхиным и Великжановым не только выполнили это приказание, но в ту же ночь ограбили ещё трёх немецких граждан. Награбленное передали Н. Г. Антонову (см. Надзорное производство Главной Военной прокуратуры № 38102/46, стр. 2-3).
17 декабря 1946 года лейтенант Антонов Н. Г., который свою вину в совершении преступлений признал полностью, осуждён военным трибуналом 3-й гвардейской кадровой танковой дивизии по статьям 167 часть 3 и 198-17 пункт «а» Уголовного кодекса РСФСР на восемь лет лишения свободы.
Указом Президиума Верховного Совета СССР от 11 февраля 1949 года Антонов Николай Григорьевич лишён звания Героя Советского Союза и всех наград.
Освобождён из заключения по амнистии 9 мая 1953 года. В 1959 году окончил Московский инструментальный техникум.
30 декабря 1967 года восстановлен в звании Героя Советского Союза и в правах на государственные награды.
До ухода на пенсию работал заместителем начальника технологического отдела треста Минмонтажспецстрой СССР. Жил в городе-герое Москве. Скончался 16 января 2007 года.

## Награды
- Медаль «Золотая Звезда» Героя Советского Союза (№ 7844);
- Орден Ленина;
- Два ордена Отечественной войны I степени;
- Орден Красной Звезды;
- Медали.

## Память
- Похоронен в Москве на Николо-Архангельском кладбище (участок 59а).